# John Carl Buechler
John Carl Buechler (Belleville, Illinois, 1952. június 18. – Los Angeles, Kalifornia, 2019. március 18.) amerikai horrorrendező, maszkmester.

## Filmjei
Rendezőként
- The Dungeonmaster (1984, forgatókönyvíró is)
- Troll (1986, forgatókönyvíró is)
- Cellalakó (Cellar Dweller) (1988)
- Péntek 13. – VII. rész: Friss vér (Friday the 13th Part VII: The New Blood) (1988)
- Ghoulies III: Ghoulies Go to College (1991)
- Watchers Reborn (1998)
- A Light in the Forest (2002, forgatókönyvíró is)
- Fagyhatár (Deep Freeze) (2002, producer is)
- Curse of the Forty-Niner (2002)
- Grandpa's Place (2004)
- Saurian (2006, forgatókönyvíró is)
- The Strange Case of Dr. Jekyll and Mr. Hyde (2006, forgatókönyvíró is)
- The Eden Formula (2006, forgatókönyvíró is)
- Dark Star Hollow (2011)

Szinészként
- Hatchet (2006)
- Hatchet II (2010)